# Клейнгольд, Володар Яковлевич
Володар Яковлевич Клейнгольд — советский хозяйственный и политический деятель.

## Биография
Родился в 1925 году. Член КПСС.
В 1960—1962 гг. — первый секретарь Рудненского горкома КП Казахстана.
В 1963—1965 гг. — первый секретарь Целиноградского горкома КП Казахстана.
В 1965—1980 гг. — секретарь Кустанайского обкома КП Казахстана по промышленности и транспорту.
Избирался депутатом Верховного Совета Казахской ССР 6-го созыва.
Умер в Кустанае до 1995 года.